# Open Flightmaps
Open Flightmaps (OFM; Eigenschreibweise: open flightmaps) ist ein gemeinschaftliches Projekt mit dem Ziel, eine freie Datenbank für die Luftfahrt (OFMDb) zu entwickeln und zu unterhalten. Mit diesen Daten werden qualitativ hochwertige Karten für Flüge nach Sichtflugregeln (VFR) erzeugt. Als primäre Datenquellen dienen offizielle Luftfahrthandbücher (AIP), die von den jeweiligen Flugberatungsdiensten (AIS) der einzelnen Fluginformationsgebiete (FIR) veröffentlicht werden.
Die Datenbank wird in verschiedenen Formaten zur Verfügung gestellt, insbesondere als OFMX Dateien, einer Weiterentwicklung von AIXM 4.5. Aktualisierte Daten werden alle 28 Tage zum Beginn des jeweiligen AIRAC Aktualisierungszyklus veröffentlicht.
OFM wurde 2011 von Oliver Vorderegger als Teil seiner Tätigkeit an der TU Graz ins Leben gerufen und später an die gemeinnützige open flightmaps association (OFMA) übergeben.

## Abdeckung
OFM umfasst derzeit viele europäische sowie einige afrikanische FIR. Damit eine neue FIR aufgenommen werden kann, muss sich mindestens ein neuer Mitwirkender finden, um ein Mindestmaß an Luftfahrtobjekten von der offiziellen AIP in die Datenbank zu übertragen. Dabei handelt es sich um alle Objekte, die auf einer Luftfahrtkarte im Maßstab 1:500.000 dargestellt werden (Flughäfen, Lufträume, Navigationshilfen und so weiter).

## Datenerfassung
Daten werden auf zwei Arten erfasst:
- manuell: Mitwirkende übertragen die Objekte manuell von der AIP in die OFMDb. Zu diesem Zweck gibt es einen proprietären Editor.
- programmatisch: Mitwirkende schreiben ein Computerprogramm, das die Objekte der AIP in eine OFMX Datei übersetzt, die in die OFMDb importiert werden kann.

Syntax- und Plausibilitätsüberprüfung stellen ein grundlegendes Mass an Datenqualität sicher. Außerdem werden die Benutzenden der Daten von OFM dazu aufgefordert, allfällige Fehler zu melden.